# Дэйв сделал лабиринт
«Дэйв сделал лабиринт» (англ. Dave Made a Maze) — американский независимый художественный фильм 2017 года, фантастическая комедия с элементами хоррора. Режиссёрский дебют актёра Билла Уоттерсона. Фильм получил благоприятные отзывы критиков и завоевал ряд наград на кинофестивалях фантастического кино. Вышел в прокат в США 18 августа 2017 года.

## Сюжет
Дэйв, тридцатилетний парень без определённых занятий, решает создать что-нибудь интересное и законченное и принимается за постройку лабиринта из картона. Когда его девушка Энни возвращается после отъезда, она обнаруживает в их квартире огромный картонный лабиринт, изнутри которого доносится голос Дэйва: тот говорит, что не выходил уже три дня и заблудился в лабиринте. Со временем в квартиру приходит сначала Гордон, друг Дэйва, а затем ещё несколько друзей и знакомых. Хотя Дэйв просит их не входить в лабиринт, утверждая, что там опасно, они решают найти его и заходят внутрь. Лабиринт оказывается огромным и состоящим из множества коридоров и залов, в которых друзья Дэйва разбредаются. В компании оказывается и режиссёр-документалист Гарри с оператором и ассистентом по звуку: они сразу начинают снимать фильм о происходящем.
Помимо размеров, лабиринт поражает посетителей множеством оригами и движущихся картонных фигур. Однако он таит и опасность: в нём встречаются смертельные ловушки. Сначала на глазах у остальных гибнет Джейн, которой отрезает голову бумажным топором, при этом из её тела начинают высыпаться красные нитки и конфетти. Затем погибают Грег и Брин. Кроме того, становится понятно, что по лабиринту бродит и разыскивает находящихся там Минотавр. Наконец, группе удаётся встретить Дэйва, хотя он и не может сказать, как выбраться наружу. По словам Дэйва, лабиринт давно зажил своей собственной жизнью и постоянно расширяется и меняется. Когда группа подходит к огромному отверстию в стене, имеющему форму вульвы, Дэйв предостерегает остальных от приближения к ней, потому что иначе они превратятся в картон: из-за этого у самого Дэйва стала картонной кисть руки.
После блуждания по лабиринту возникает идея создать «сердце» лабиринта, а затем разрушить его, что приведёт к разрушению всего строения. На пути компании оказывается картонная Бринн, которую берётся отвлекать съемочная группа. Тем временем Дэйв и Энни делают нечто, напоминающее вращающийся зоотроп. Бринн, голосом которой говорил сам лабиринт, превращается в гигантскую руку, которая затем проваливается вниз, увлекая за собой оператора. Оставшиеся собираются возле «сердца» лабиринта и разрушают его при помощи катаны. Лабиринт рушится и оставшиеся в живых оказываются в квартире Дэйва и Энни посреди разбросанного картона. Гарри просит Гордона сообщить родственникам умерших об их смерти и отправляется монтировать фильм. Дэйв и Энни выбрасывают картон, однако после их ухода из-под него выбирается Минотавр и идёт по улице с жестом ILY.

## В ролях
- Ник Тун — Дэйв
- Мира Рохит Кумбхани — Энни
- Адам Буш — Гордон
- Джеймс Урбаняк — Гарри
- Стефани Аллен — Бринн
- Кирстен Вангснесс — Джейн
- Скотт Крински — Леонард
- Тимоти Нордвинд — Грег
- Джон Хенниган — Минотавр
- Фрэнк Каети — ассистент по звуку
- Скотт Нарвер — оператор

## Награды
Среди кинофестивалей, на которых фильм получил призы, — кинофестиваль в Сиджесе, кинофестиваль во Флориде, кинофестиваль фантастических фильмов в Страсбурге, кинофестиваль «Сламдэнс» и другие.
Также в 2018 году фильм завоевал премию «Сатурн» за лучшее DVD-издание фильма.

## Отзывы
По словам Бориса Иванова, несмотря на комедийный оттенок фильма, у него «есть серьёзное содержание»: «В основе своей это история фрустрированного творца, который после череды неудач изливает свои переживания в произведении искусства… И становится пленником своего творческого драйва и своей жажды совершенства».
На сайте Rotten Tomatoes фильм получил 86 % одобрения на основе 57 отзывов, со средневзвешенной оценкой 7,5/10. На Metacritic у фильма 60 баллов из 100 на основе 9 рецензий.